# Jupiaba iasy
Jupiaba iasy é um gênero de peixe, que foi descrito pela primeira vez por Netto-ferreira, Zanata, Birindelli e Sousa, em 2009. Jupiaba iasy pertence ao gênero Jupiaba e é parente dos Caracídeos.